# 朱國盛
朱國盛（1579年6月21日—？年），原名盛國華，字敬韜，號雲來，松江府華亭縣人，竈籍，明朝政治人物、畫家。

## 生平
萬曆二十二年（1594年）甲午科應天府鄉試七十五名舉人，萬曆三十八年（1610年）庚戌科會試二百五十一名，廷试三甲二百三十九名進士。吏部观政，四十年丁忧，服阕，授工部都水司主事，四十五年管理荆州抽分。歷官山東右参政，天啓六年（1626年）正月加本省按察使，仍管漕河道，十月加升左布政使，七年三月加太常寺卿銜兼山東按察使，照旧管事，五月加升都察院右副都御史，照旧管事，八月以大工加恩，加升都察院右都御史，照旧管事。
崇禎年間，因與閹黨牽連，為言官所糾，遂棄官歸里，「唯以聲伎自娛」。

## 家族
曾祖朱旭；祖父朱鎧；父朱泗，号菊泉，少孤，入赘盛氏，侧室趙氏，生子盛國華。中进士后復姓朱，改名国盛。兄國英，弟國萃。子一儁；一偉。

## 著作
善畫山水，深得小米筆意。董其昌題其圖云：「敬韜作米虎兒墨戲，不減高房山，閱此欲焚吾硯。」著有《南河志》。